# Выборы губернатора Новосибирской области (2023)
Выборы губернатора Новосибирской области 2023 года состоялись с 8 по 10 сентября в единый день голосования. Кандидатов на этот пост в регионе выдвигают политические партии, без самовыдвижения.

## Предшествующие события
16 мая 2023 года на встрече с президентом РФ Владимиром Путиным действующий губернатор Новосибирской области Андрей Травников сообщил о своём желании баллотироваться на новый срок. Глава государства одобрил это решение, пожелав руководителю региона удачи.
В июне было утверждено, что выборы пройдут в единый день голосования и продлятся с 8 сентября по 10 сентября включительно. Позднее было объявлено, что данные выборы станут первыми в регионе, на которых можно будет проголосовать дистанционно. 13 июня на заседании областного избиркома утвердили календарный план, по которому будут проводиться выборы, решили применить комплексы обработки избирательных бюллетеней на 373 избирательных участках, расположенных в различных районах областного центра. Также имеющим право голоса была предоставлена возможность проголосовать в любом удобном для них избирательном участке, для чего нужно было заранее подавать заявку. Данный способ, называемый «Мобильный избиратель», применялся только на выборах в данном регионе.

## Избирательные округа
Голосование проводилось по следующим избирательным округам:
- Округ №1 — Венгеровский, Кыштовский, Чановский, Купинский (частично) районы
- Округ №2 — Усть-Таркский, Татарский, Чистоозёрный
- Округ №3 — Северный, Куйбышевский
- Округ №4 — Барабинский, Здвинский
- Округ №5 — Купинский (частично), Баганский, Карасукский (частично)
- Округ №6 — Карасукский (частично), Краснозёрский, Кочковский (частично)
- Округ №7 — Ордынский, Новосибирский (частично)
- Округ №8 — Кочковский (частично), Доволенский, Каргатский, Убинский, Чулымский (частично)
- Округ №9 — Мошковский (частично), Колыванский, Болотнинский
- Округ №10 — Коченёвский, Чулымский (частично)
- Округ №11 — г. Искитим (частично), Искитимский (частично)
- Округ №12 — Искитимский район (частично)
- Округ №13 — Искитимский (частично), Черепановский (частично), Сузунский
- Округ №14 — Маслянинский, Черепановский (частично)
- Округ №15 — Мошковский (частично), Тогучинский
- Округ №16 — г. Бердск
- Округ №17 — Новосибирский (частично), Мошковский (частично)
- Округ №18 — Новосибирский (частично), г. Обь
- Округа с 19 по 37 — г. Новосибирск

## Ход выборов
28 июня 2023 года избирательная комиссия Новосибирской области завершила приём документов от кандидатов в губернаторы региона. От партии «Единая Россия» был выдвинут действующий губернатор Андрей Травников; от «Коммунистов России» — бывший зампредседателя правительства Алтайского края Андрей Щукин; от КПРФ — депутат Законодательного собрания Новосибирской области Роман Яковлев; от ЛДПР — депутат и вице-спикер Городского совета Новосибирска Евгений Лебедев; партию «Справедливая Россия — За правду» представил владелец ТРЦ "Эдем, бизнесмен Владислав Плотников. Позже Андрей Щукин был автоматически снят с предвыборной гонки из-за того, что не смог собрать подписи для прохождения муниципального фильтра. Оставшиеся претенденты были зарегистрированы в качестве кандидатов на должность губернатора Новосибирской области.

## Результаты выборов
В выборах губернатора Новосибирской области приняли участие 695 492 избирателя, явка составила 31,86 %. Главой региона с результатом 75,72 % голосов был избран Андрей Травников. Второе место завоевал Роман Яковлев, получивший результат 10,72 %. Третье — Евгений Лебедев, за него проголосовало 7,14 % избирателей. Четвертое — Владислав Плотников, набравший 4,34 %.
| Место | Место | Кандидат            | Голосов | %     |
| ----- | ----- | ------------------- | ------- | ----- |
|       | 1.    | Андрей Травников    | 526 284 | 75,72 |
|       | 2.    | Роман Яковлев       | 74 515  | 10,72 |
|       | 3.    | Евгений Лебедев     | 49 602  | 7,14  |
|       | 4.    | Владислав Плотников | 30 183  | 4,34  |